# Grégory Engels

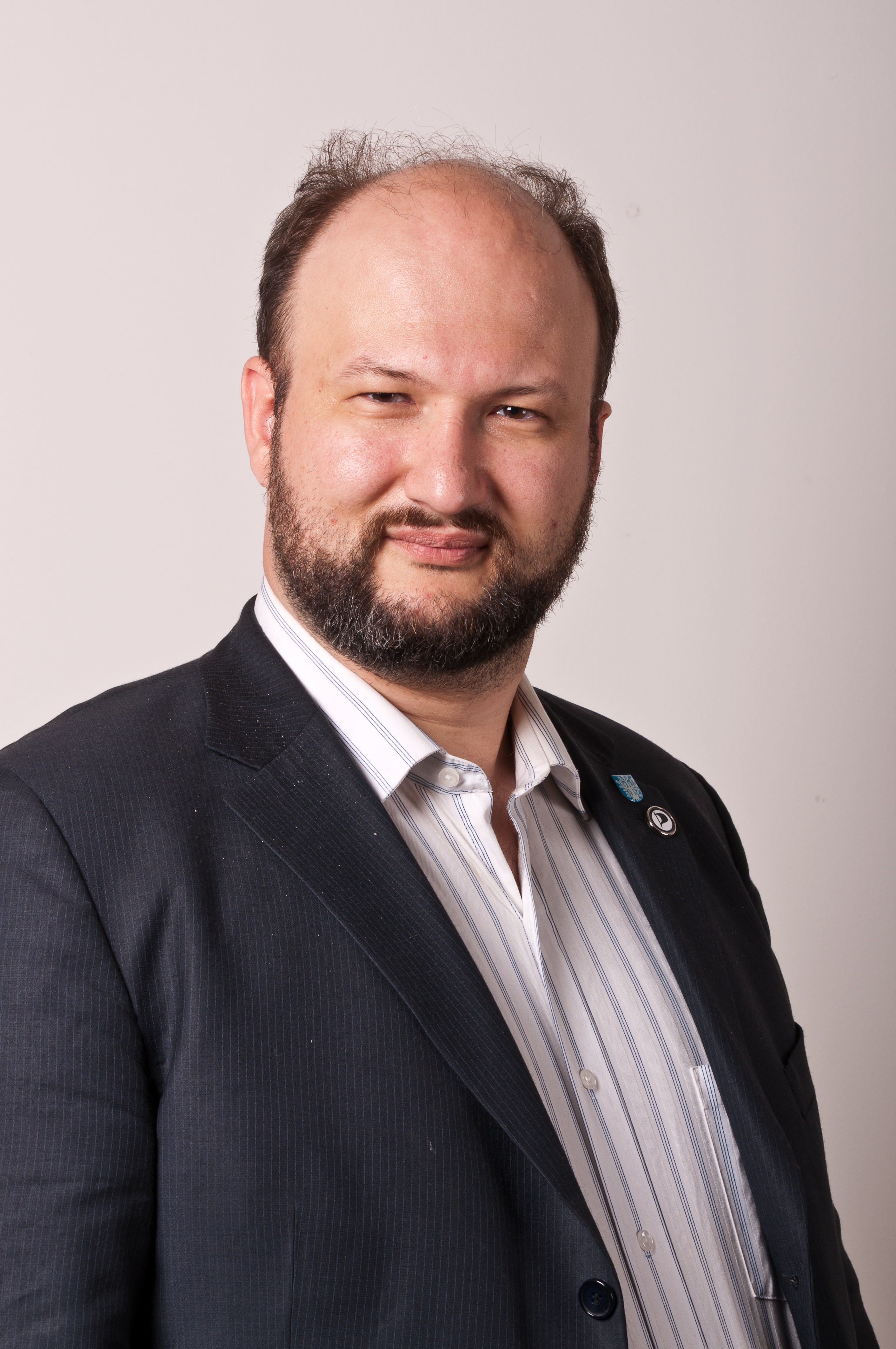
Grégory Engels (2012)

Grégory Engels (russisch Григорий Энгельс; * 1. November 1976 in Moskau) ist ein deutscher Politiker der Piratenpartei Deutschland. Er war dreimal Ko-Vorsitzender des internationalen Dachverbands der Piratenparteien (Pirate Parties International (PPI)).

## Politik

### Funktionen im internationalen Dachverband PPI
Engels ist seit 2009 Mitglied der Piratenpartei Deutschland. Seit November 2009 ist er Internationaler Koordinator der Piratenpartei Deutschland. Im internationalen Dachverband (PPI) fungierte er 2010/2011 neben dem Luxemburger Jerry Weyer, 2012/2013 neben der Russin Lola Voronina und zuletzt 2013/2014 neben dem Tschechen Vojtěch Pikal als Co-Vorsitzender. Seit 2014 ist er Beisitzer im PPI-Vorstand.
Am 23. Juni 2020 entschied der Europäische Gerichtshof für Menschenrechte in Straßburg in einem Verfahren, in welchem Engels die russische Regierung verklagte, das Russland mit seiner gängigen Praxis von Netzsperren als nicht vereinbar mit den Artikeln 10 (das Recht auf freie Meinungsäußerung) und Artikel 13 (das Recht auf ein faires Gerichtsverfahren) der Europäischen Charta der Menschenrechte anerkennt.

### Funktionen in der Piratenpartei Deutschland
Engels war von 2011 bis 2012 Richter am Landesschiedsgericht der Piratenpartei Hessen. Den Bundesparteitag der Piratenpartei in Offenbach am Main 2011 organisierte er maßgeblich mit. Innerhalb der Piratenpartei setzt Engels sich für ein Festhalten am basisdemokratischen Prinzip ein. Er gehört zu den treibenden Kräften der internationalen Koordination der Piraten-Bewegung.
Bei der Landtagswahl in Hessen 2013 kandidierte er im Wahlkreis Offenbach-Stadt und erreichte dort 2,7 % der Erststimmen. Am 5. Januar 2014 wurde Engels auf den Listenplatz 6 der Kandidatenliste zur Europawahl 2014 gewählt. Bei der Landtagswahl in Hessen 2018 kandidierte er im Wahlkreis Offenbach Land I, erreichte dort aber nur noch 0,8 % der Erststimmen. Engels ist Vorsitzender des Vereins 42 e. V., der parteinahen Stiftung der Piratenpartei.

### Kommunalpolitik
Engels war von März 2011 bis März 2021 Mitglied der Stadtverordnetenversammlung Offenbachs. Er war Fraktionsvorsitzender der Piraten-Fraktion und Mitglied in mehreren Ausschüssen. Über sein Mandat war er Mitglied in den Deutsch-Französischen und Deutsch-Polnischen Ausschüssen der deutschen Sektion des Rates der Gemeinden und Regionen Europas. Da er seit der Kommunalwahl 2016 der einzige Abgeordnete der Piraten im Stadtparlament Offenbachs war, gliederte er sich der Fraktion der CDU als Hospitant an.
Im Frühjahr 2013 war Engels Hauptorganisator und Vertrauenspersons der Bürgerinitiative für ein Bürgerbegehren gegen den Verkauf des Offenbacher Klinikums.

## Biographie

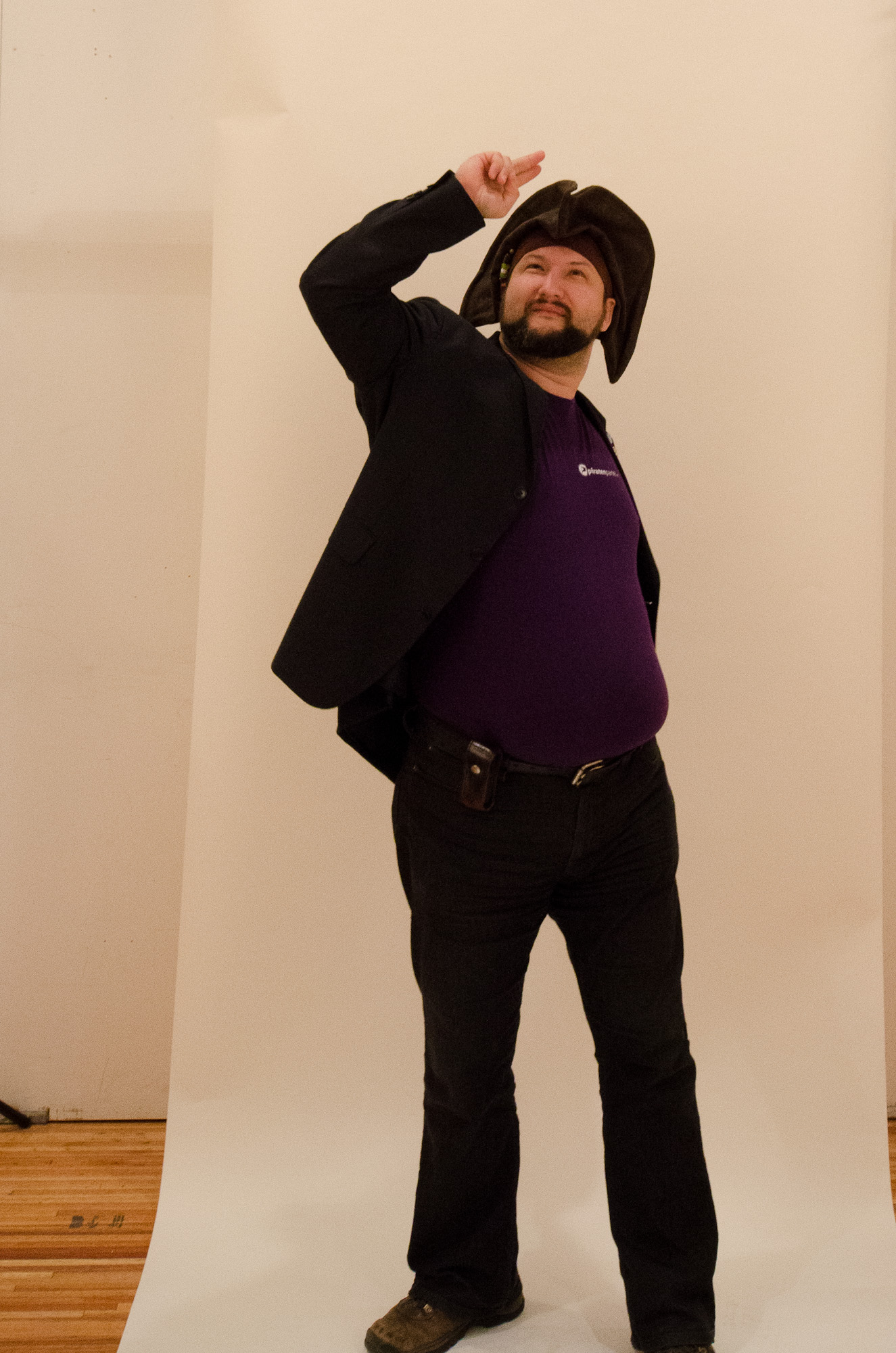
Engels mit Piratenhut (2012)

Grégory Engels wurde in der Sowjetunion geboren und besuchte in Russland ab 1984 die Schule bis zur Emigration nach Deutschland im Jahr 1989. An der Johann Wolfgang Goethe-Universität Frankfurt am Main studierte er von 1995 bis 2001 Physik. Nach Tätigkeiten für O2 und DaimlerChrysler ist er heute selbstständiger Unternehmer. Er ist Gründer und Inhaber des IT-Unternehmens Kompurity und IT-Chef von Engels Reisen. 
Grégory Engels lebt in Offenbach am Main und ist Vater zweier Kinder, deren Grundschule er mitgegründet hat.

## Trivia
Öffentliche Aufmerksamkeit erlangte Engels durch ein Titelblatt des Nachrichtenmagazins Der Spiegel im April 2012. Es zeigt ihn, bekleidet mit einem Piratenhut und mit erhobener Stimmkarte, auf dem 8. Bundesparteitag der Piratenpartei Deutschland in Offenbach am Main.